# Kościół św. Trójcy w Koźminie Wielkopolskim
Kościół Świętej Trójcy w Koźminie Wielkopolskim – rzymskokatolicki kościół cmentarny w mieście Koźmin Wielkopolski, w Województwie wielkopolskim.
Jest to budowla drewniana wzniesiona w 1570 roku w stylu późnogotyckim, którą później wielokrotnie restaurowano. Ostatni remont przeszła w latach 1971–1973. Konsekrował ją biskup Wojciech Tolibowski w 1657 roku. Przejściowo w latach 1590–1611 należała do protestantów. Patronat nad nim sprawowały władze miasta.
Reprezentuje typ konstrukcji zrębowej i jest oszalowana. Kościół jest orientowany. Składa się z jednej nawy oraz węższego, trójbocznie zamkniętego prezbiterium. Od północy przylega do niego zakrystia. Dach świątyni składa się z gontów. Nad nawą umieszczona jest czworokątna wieżyczka na sygnaturkę, która jest zakończona wieżowym daszkiem namiotowym. We wnętrzu znajduje się płaski strop.

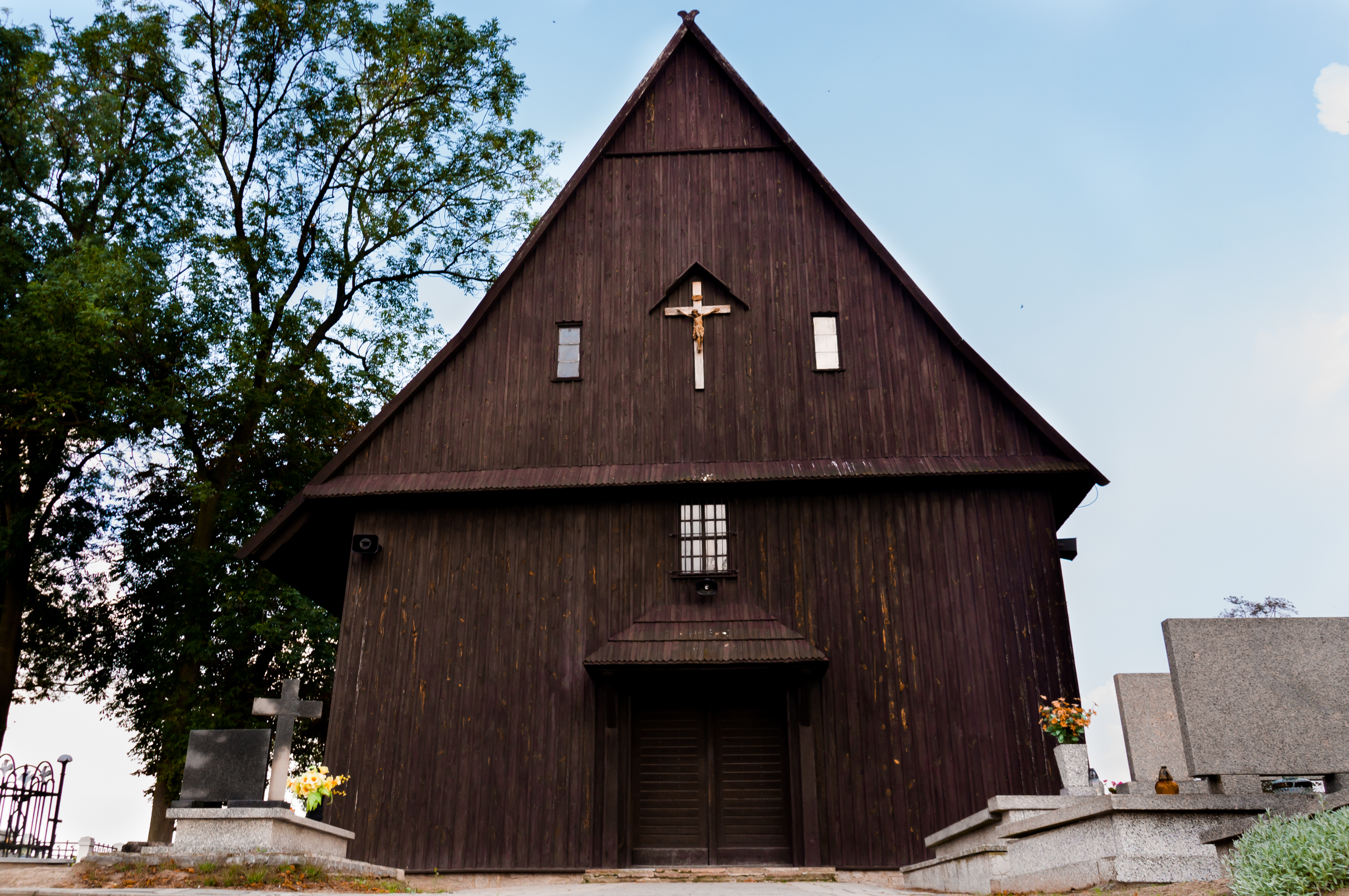
Fasada kościoła (2014)

Do czasów współczesnych zachowało się pierwotne wyposażenie kościoła. W barokowym ołtarzu głównym z 1720 roku jest umieszczony obraz Świętej Trójcy w stylu późnorenesansowym z końca XVI stulecia i obraz św. Barbary w stylu barokowym z XVII stulecia. Ołtarze boczne zostały wzniesione w stylach: późnorenesansowym w 1720 roku i barokowym na początku XVIII stulecia. Na belce tęczowej jest umieszczona data budowy kościoła oraz figury z krucyfiksem z 1570 roku. Ambona reprezentuje styl późnorenesansowy i powstała w 4 ćwierci XVI stulecia. Na ołtarzach: głównym i bocznych są umieszczone rzeźby świętych reprezentujące m.in. renesans, barok, manieryzm.